# ByteDance
ByteDance (in cinese 字节 跳动; pinyin Zìjié Tiàodòng) è una società cinese attiva nel settore informatico con sede a Pechino e fondata da Zhang Yiming nel 2012.
Il 9 novembre 2017 ha acquisito Musical.ly per una cifra di circa 1 miliardo di dollari, unificandola il 2 agosto 2018 con una loro app portando alla nascita di TikTok.
A novembre 2018 le applicazioni di ByteDance contavano oltre 800 milioni di utenti attivi al giorno. Come molte altre aziende cinesi, ByteDance ha una commissione interna del Partito Comunista Cinese a cui fanno riferimento gli impiegati che sono membri del partito; il vice presidente Zhang Fuping è il segretario di questa commissione. L'azienda ha suscitato l'attenzione dell'opinione pubblica, con accuse di aver collaborato con il Partito Comunista Cinese per censurare e sorvegliare i contenuti relativi ai campi di rieducazione dello Xinjiang e ad altri argomenti ritenuti controversi circa il Partito.

## Prodotti

### Toutiao (2012– )
Toutiao (in cinese 今日头条) è stato il primo servizio prodotto da ByteDance, rilasciato inizialmente nel 2009 sotto il nome 99fang.com, poi rinominato a Toutiao quando fu ufficialmente fondata l'azienda nel 2012. Si tratta di un aggregatore di notizie di ogni tipologia, proveniente da fonti diverse, selezionato in base a un algoritmo. Il sito ha uno stretto monitoraggio dei propri contenuti, per evitare le notizie false, e ha ricevuto una serie di finanziamenti da alcune grandi società, tra cui Sequoia Capital. Nel 2016 aveva 78 milioni di utenti.

### Xigua Video (2016 – )
Nel 2016 è stato rilasciato Xigua Video (in cinese 西瓜视频), simile a Toutiao, ma dove gli utenti possono postare brevi videoclip di ogni tipologia; nel 2018 contava ben 350 milioni di utenti. La piattaforma ha avuto collaborazioni con la BBC e Disney Channel, e ha iniziato a produrre film e programmi televisivi.

### Vigo Video (2017–2020)
L'app è stata sviluppata nel febbraio del 2017, dopo che ByteDance acquisì l'applicazione americana Flipagram, rinominandola Vigo Video (in cinese 海外版名为). Era un'applicazione di editing professionale dei video, che è stata chiusa ad ottobre 2020, ma alcune funzionalità furono incluse nell'app TikTok mentre altre in Hypstar, un'altra applicazione cinese.

### Douyin (2016– )
Douyin (in cinese 抖音, 'Dǒuyīn'), precedentemente chiamato A.me, è stato presentato per la prima volta al pubblico nel settembre 2016. È la versione cinese di TikTok. L'app è un social network per brevi video che si differenzia dalla versione internazionale per le sue caratteristiche più avanzate. TikTok e Douyin hanno quasi la stessa interfaccia utente, ma non consentono l'accesso ai rispettivi contenuti. Ogni server è situato in un mercato in cui è disponibile l'applicazione corrispondente. Nel giro di un anno dal rilascio arrivò a un picco di 100 milioni di utenti.
A differenza della controparte più conosciuta, presenta un sistema di ricerca in-video su base dei volti delle persone, e un intero sistema di e-commerce e funzioni di acquisto geo-taggato, chiamato Douyin Pay.

### TikTok (2018– )
Il 9 novembre 2017 ByteDance ha acquisito la startup musical.ly, sviluppato da Alex Zhu e Luyu Yang nel 2014, con sede a Shanghai, per il valore di circa 1 miliardo di dollari. In seguito l'azienda fuse musical.ly con TikTok (applicazione di ByteDance che serviva come versione internazionale di Douyin e introdotta per la prima volta al pubblico nel settembre 2017 ma in sviluppo dal 2015), portando alla nascita di TikTok, un social network di servizi di condivisione video utilizzato per creare brevi video in generi come la danza, la commedia e l'apprendimento.
Attualmente, TikTok ha 1,4 miliardi di utenti attivi in tutto il mondo, tra le app più popolari nel mondo, ma allo stesso tempo la più controversa, essendo al centro di varie discussioni e venendo bandita in diversi paesi.

### Lark (2019– )
Si tratta di un software di collaborazione e comunicazione tra utenti, analoga al Google Workspace. Inizialmente fu rilasciato solo in Cina, dove si chiama Feishu, fu poi esteso in alcuni paesi asiatici.

### NuVerse (2019– )
Si tratta di una società di videogiochi, che sviluppa e poi ne pubblica i titoli: si ricordano una versione digitale di Warhammer 40K: StarQuest del 2021 e il ben più noto Marvel Snap (2022). Lo stesso anno, NuVerse si appropria della società di pubblicazione Moonton, per cui detiene anche i diritti sul gioco Mobile Legends: Bang Bang.

### CapCut (2020– )
CapCut, rilasciato per la prima volta nell'aprile 2020, è un programma di editing video progettato per i principianti. A marzo 2023, CapCut ha più di 200 milioni di utenti attivi mensili e, secondo il Wall Street Journal, aveva più download dell'app TikTok nel marzo 2023. Nel marzo 2023 è diventata la seconda app più popolare negli Stati Uniti dopo il discount cinese Temu. Come TikTok, è sia popolare ma anche controversa. Presenta un abbonamento a pagamento.

### Lemon8 (2020– )
Piattaforma definito virtualmente uguale a TikTok, Instagram e Pinterest che, al momento del rilascio globale nel 2022 era l'applicazione più scaricata negli Stati Uniti, è stato modellato sull'applicazione cinese Xiaohongshu (REDnote).

### X-Portrait 2 (2024– )
Nel novembre 2024 ByteDance ha annunciato una nuova intelligenza artificiale, chiamata X-Portrait 2, disponibile nel software Volcano Engine, in grado di trasformare immagini statiche in video emozionali. Il sistema dimostra come le immagini statiche possano riprodurre scene iconiche di film famosi come Shining e Faccia a faccia. Questo risultato è ottenuto grazie a un approccio che consente all'intelligenza artificiale di tracciare i movimenti facciali completi piuttosto che i singoli punti del viso, facendo apparire le espressioni più naturali.

### Altri prodotti
- Neihan Duanzi (in cinese 内涵段子): rilasciata nel 2013, era un social media dove gli utenti potevano condividere scherzi e meme tra loro. È stata chiusa nel 2018 per ordine del PCC.[27]
- Gogokid: rilasciata nel 2018, era un'applicazione che permetteva ai bambini cinesi di imparare l'inglese, attraverso videolezioni con madrelingua inglesi, anche quest'app è stata chiusa nel 2021 per ordine del governo.[28]
- Party Island (派对岛, 'Pàiduì dǎo'): app di messagistica istantanea dove gli utenti possono creare avatar virtuali e unirsi a eventi virtuali (compatibile con il sistema di realtà virtuale Pico), simile al Metaverso, attualmente in fase di beta testing.[29]
- TopBuzz: una piattaforma di messaggistica istantanea, esistita tra il 2015 e il 2020, quando venne abbandonata per scarso interesse.[30]
- Whee: App di messaggistica istantanea rilasciata nel 2024, attualmente solo in Cina.[31]

## Struttura
Il CEO di ByteDance attuale è Liang Rubo dal 2021, dopo aver sostituito il compagno Zhang Yiming che lo era stato sin dalla fondazione nel 2012, mentre il COO attuale è Shou Zi Chew (ex-CFO di Xiaomi e CEO di TikTok) dal 26 agosto 2020, dopo aver sostituito Kevin Mayer (che era anche CEO di TikTok e Disney Direct-to-Consumer per 4 mesi nel 2020). CFO di ByteDance è Julie Gao dal 2021, dopo aver sostituito lo stesso Shou Zi Chew che occupò la carica per 3 mesi nel 2021.
Il vicepresidente della società è Zhang Fuping, anche segretario della commissione interna del Partito Comunista Cinese dal 2014. In Cina, il presidente è Kelly Zhang dal 2020, mentre il CLO (direttore legale) è Erich Andersen dal 2021, ex-avvocato di Microsoft.
Amministratori delegati
- Zhang Yiming (2012–2021)
- Liang Rubo (2021– attuale)

Direttori operativi
- Kevin Mayer (2020–2020)
- Shou Zi Chew (2020– attuale)

Direttori finanziari
- Shou Zi Chew (2021–2021)
- Julie Gao (2021– attuale)

## Controversie
ByteDance, e alcune sue rispettive applicazioni, sono state al centro di molte controversie.

### Contatti col governo cinese
Avendo ByteDance relazioni strette con il Partito Popolare Cinese, e considerando le leggi in vigore in Cina, molti altri governi internazionali hanno espresso dubbio sulla sicurezza delle applicazioni della società, in particolare TikTok, che è stata accusata di vendere i dati degli utenti possibilmente al governo (vedasi la sezione sottostante), per questo motivo non è disponibile su diversi dispositivi governativi per paura che dati sensibili sul governo di un paese possano essere scoperti da quello cinese, che potrebbe utilizzare TikTok come sito di spionaggio. È questo stesso motivo che ha portato la messa al bando del social in alcuni paesi.
Sui servizi ByteDance è diffusa una politica molto filo-cinese, cioè l'oscuramento o completa censura di contenuti ritenuti controversi dal governo cinese, come i campi di rieducazione contro gli Uiguri, le proteste di Hong kong, il massacro di Tienanmen o la delicata situazione con il Taiwan o Tibet. Inoltre la società è stata accusata di razzismo e intolleranza verso le minoranze, nonché di propaganda sempre filo-cinese. 
Molte applicazioni di ByteDance hanno subito danni da parte del governo cinese, nelle situazioni in cui non erano riuscite a nascondere un determinato evento controverso i contenuti stessi dell'app non erano accettabili per il governo.

### Rivalità con Tencent
Dal 2018 ByteDance è in conflitto con il colosso cinese Tencent: inizialmente avevano accusato la piattaforma WeChat di bloccare e danneggiare la reputazione dei video di Douyin, e in una causa legale chiese 1 milione di yuan. Poco dopo fu Tencent a fare causa stavolta a Toutiao per diffamazione, il sito infatti avrebbe diffuso una serie di notizie negative e diffamatorie sulla società, inoltre i dipendenti della società stavano utilizzando account WeChat e QQ per ottenere dati sulla società, chiedendo anche loro 1 milione, il sito rispose con una contro-denuncia dove chiedeva 90 milioni di riparazione dei danni arrecati.
Lo stesso anno c'è stata una disputa tra ByteDance e Hiuxiu, che aveva accusato la società di diffondere notizie false sul loro sito di notizie Helo (rilasciato solo in India). Nel dicembre 2023 è stato riportato che ByteDance avesse utilizzato il codice di OpenAI per produrre il proprio servizio di intelligenza artificiale, per quanto OpenAI avesse dichiarato che sebbene l'utilizzo da parte della società cinese fosse minimo, avrebbe comunque deciso di bloccare l'accesso ai propri servizi ai dipendenti.

### TikTok

#### Raccolta dei dati e pericoli per i giovani
Nel 2019 una donna californiana ha fatto causa a TikTok perché aveva scoperto che ByteDance vendeva i suoi dati personali (inclusa la biometrica) ad alcuni server cinesi senza il suo consenso, e questa cosa accadeva con tutti gli utenti.
L'anno seguente ben 20 capi di accusa furono riuniti in una denuncia contro TikTok peché l'applicazione collezionava anche i dati dei minori, TikTok decise di ripagare 92 milioni di dollari due anni dopo. Una causa simile avvenne negli Stati Uniti nel 2024, quando il dipartimento di giustizia ha accusato l'applicazione di aver violato la Children's Online Privacy Protection Act (COPPA) perché condivideva dati sensibili sui minori senza chiedere il consenso a chi ne fa le veci.
Nel dicembre 2022 il rappresentante della Camera dei Rappresentanti per l'Indiana ha fatto causa a TikTok per la presenza di contenuti sessuali, maturi e di base inappropriati per i minori, cosa che va contro la stessa applicazione, che si dichiarava "dai 12 anni in su", a giugno 2024 fu la volta del rappresentante dello Utah che sulla piattaforma live-streaming di TikTok erano presenti adulti che adescavano minori in una sorta di "strip club digitale".
Il più grande scandalo riguardante TikTok fu la cosiddetta "Blackout Challenge", una presunta sfida di TikTok che consisteva nell'asfissiare qualcuno o sé stesso fino al momento in cui si sveniva. Nel maggio 2022 Tawainna Anderson presentò una causa giudiziaria contro TikTok risolta poi in tribunale (Anderson v. TikTok, 2:22-cv-01849, E.D. Pa.) dopo che sua figlia di 10 anni morì mentre tentava di riprodurre la sfida, TikTok venne assolto.
Alcune famiglie francesi querelarono il social media perché il suo feed promuoveva ai figli facilmente impressionabili temi di autolesionismo, suicidio e disturbi alimentari. Accuse simili furono portate avanti dal rappresentante del Nebraska nel novembre 2024 e dal garante italiano del mercato qualche mese prima. Già il garante per i dati personali aveva disposto il blocco dell'utilizzo di dati di utenti di cui non è chiara l'età.
TikTok è stato denunciato svariate altre volte, ed è diventata tra le app con il più alto numero di denunce e causa giudiziarie nella storia di Internet.

#### Dispute internazionali
TikTok e alcune applicazioni di ByteDance sono state a un certo punto bandite nei seguenti paesi: India, Iran, Pakistan, Afghanistan, Uzbekistan, Kirghizistan, Azerbaijan, Armenia, Siria, Giordania, Nepal, Bangladesh, Corea del Nord, Cina (perché rimpiazzato da Douyin), Russia, Indonesia, Somalia, Gibuti, Senegal, Venezuela e Cuba. In alcuni casi è stato permanentemente bandito con delle leggi, in altri è stato poi ristabilito, in altri ancora non è disponibile ma non vi è legge che lo bandisce ufficialmente. Non è poi disponibile su dispositivi governativi NATO, Unione europea e di alcuni paesi a seguito della No TikTok on Government Devices Act del 30 dicembre 2022. Ci sono anche alcuni paesi che ritengono il blocco dell'applicazione. I motivi sono quelli sopracitati.
Particolare è la situazione negli Stati Uniti, dove TikTok è sotto i riflettori per un possibile blocco dalla prima amministrazione Trump, citate come ragione principale il collegamento tra ByteDance e il governo cinese, che potrebbe utilizzare i suoi servizi per raccogliere informazioni private sul governo americano, il potenziale pericolo mostrato ai giovani e i contenuti poco moderati (in sintesi le stesse ragioni degli altri paesi). L'accordo conteneva una clausola: se ByteDance si fosse fatta acquisire da un'azienda americana (sia Microsoft o Oracle) i suoi servizi sarebbero stati risparmiati da un blocco nazionale.
Il presidente Biden promulgò la Protecting Americans from Foreign Adversary Controlled Applications Act il 13 marzo 2024 che avrebbe ufficialmente messo al bando i servizi di ByteDance e altre applicazioni cinesi se non si fosse venduta, ByteDance fece causa al governo su violazione della costituzione (TikTok, Inc. v. Garland, 604 U.S. ___) ma perse.
TikTok, CapCut e la maggior parte delle app di ByteDance furono temporaneamente bandite il 19 gennaio 2025, ma il giorno seguente, al ritorno di Trump, quest'ultimo riuscì ad estendere la data di scadenza per raggiungere un accordo con il nuovo governo insediato da lui, che prevede sempre la vendita di ByteDance a un'altra società, sembra quella di Elon Musk.